# Wakeboarding Unleashed Featuring Shaun Murray
Wakeboarding Unleashed Featuring Shaun Murray é um jogo de esportes radicais desenvolvido pela Shaba Games, Small Rockets e Beenox, e publicado pela Activision sob o selo Activision O2 e Aspyr para Game Boy Advance, Macintosh, Microsoft Windows, PlayStation 2, Xbox e celulares em 2003. Ele apresenta o praticante de wakeboard Shaun Murray.

## Recepção
O jogo recebeu críticas "favoráveis" em todas as plataformas, exceto a versão para Game Boy Advance, que recebeu críticas "médias", de acordo com o site de agregador de criticas Metacritic. A Nintendo Power deu à versão do Game Boy Advance uma crítica mista, mais de dois meses antes de seu lançamento nos Estados Unidos. No Japão, onde a versão para Xbox foi portada para lançamento em 25 de dezembro de 2003, a Famitsu deu a ela uma pontuação de um seis, um cinco e dois seis para um total de 23 de 40.

## Ligações Externas
- Wakeboarding Unleashed Featuring Shaun Murray no MobyGames
- Wakeboarding Unleashed Featuring Shaun Murray (Game Boy Advance) no MobyGames